# Matias Loppi
Matias Loppi (* 22. März 1980 in Helsinki) ist ein finnischer Eishockeyspieler, der seit September 2012 beim SV Kaltern in der italienischen Serie A2 unter Vertrag steht.

## Karriere
Matias Loppi begann seine Karriere als Eishockeyspieler in seiner Heimatstadt in der Jugend des HIFK Helsinki, für den er bis 1996 aktiv war. Anschließend wechselte er in den Nachwuchsbereich des Lokalrivalen Karhu-Kissat Helsinki, den er jedoch nach nur einem Jahr wieder verließ. Er kehrte daraufhin zum HIFK zurück, für dessen Profimannschaft er in der Saison 1998/99 sein Debüt in der SM-liiga gab. Bei den Hauptstädtern konnte sich der Angreifer allerdings nicht durchsetzen, so dass er hauptsächlich für deren Junioren-Mannschaften auflief und bis 2001 nur sechs Mal in der höchsten finnischen Eishockeyliga auf dem Eis stand. Zur Saison 2001/02 unterschrieb der Linksschütze einen Vertrag beim Erstligisten SaiPa Lappeenranta, für den er in zehn Spielen eine Vorlage gab. Den Großteil der Spielzeit verbrachte er jedoch bei Haukat Järvenpää in der zweitklassigen Mestis. 
Im Sommer 2002 erhielt Loppi einen Vertrag beim schwedischen Zweitligisten Piteå HC. Diesen verließ er nach nur einem Jahr, um für den SV Kaltern in der italienischen Serie A zu spielen, wo er ebenfalls nur ein Jahr blieb. Daraufhin kehrte der Center in seine finnische Heimat zurück, wo er für den Zweitligisten Kiekko-Vantaa in insgesamt 47 Spielen 41 Scorerpunkte erzielte. Damit gehörte er zu den Topscorern der Liga. Damit machte er die Pelicans Lahti aus der SM-liiga auf sich aufmerksam, für die er die folgenden drei Jahre spielte. Die Saison 2008/09 verbrachte er bei seinem Heimatclub HIFK Helsinki, ehe er für die folgende Spielzeit von den Hamburg Freezers aus der Deutschen Eishockey Liga verpflichtet wurde.
Im Sommer 2010 kehrte er nach Finnland zurück und wurde von den Pelicans aus Lahti verpflichtet.